# Ivan Fiodorov (aviateur)
Pour les articles homonymes, voir Fiodorov et Ivan Fiodorov.
Ivan Ievgrafovitch Fiodorov (en russe : Иван Евграфович Фёдоров) est un aviateur soviétique, né le 10 février 1914 et décédé le 12 février 2011. Pilote de chasse et as de la guerre civile espagnole puis de la Seconde Guerre mondiale, il fut distingué par le titre de Héros de l'Union soviétique.

## Carrière
Ivan Fiodorov pratiqua très tôt le vol à voile à l'aéroclub de Louhansk, en RSS d'Ukraine, avant d'intégrer l'Armée rouge en 1932. Il fut breveté pilote au collège militaire de l'Air de Louhansk, l'année suivante.

### Guerre d'Espagne et pilote d'essai
Ivan Fiodorov se porta volontaire, comme lieutenant (starchi leïtenant) pour combattre dans les rangs de l'aviation républicaine lors de la Guerre civile espagnole. De mai 1937 à janvier 1938, il prit part à 36 combats aériens au cours de 286 missions, obtenant, sur des chasseurs Polikarpov I-15 et I-16, 24 victoires homologuées, dont 11 individuelles et 13 en coopération. Il fut l'un des cinq officiers soviétiques — parmi lesquels le futur maréchal Malinovski — à recevoir la plus haute décoration républicaine espagnole : les « Lauriers d'or ».
En 1940, il se destina à une carrière de pilote d'essai. Dans cette perspective, il suivit les cours de la meilleure école de formation au pilotage d'Union soviétique, le centre d'instruction de Lipetsk.

### Seconde Guerre mondiale
En juin 1941, l'invasion allemande de l'Union soviétique le vit reprendre du service au sein des Forces aériennes soviétiques (VVS). Il devait rapidement prendre le commandement du 157e régiment de chasse aérienne (157.IAP), puis devenir commandant-adjoint de la 269e division de chasse aérienne (269.IAD ). Le total de ses succès au cours de ce conflit est sujet à débat ; la plupart des historiens avancent le score minimum de 17 victoires homologuées.

### L'après-guerre
À l'issue de la guerre, il demeura dans l'Armée de l'air en tant que pilote d'essai. Il prit sa retraite le 2 mars 1954 avec le grade de colonel (polkovnik). Au total, au cours de sa longue carrière, il aurait volé sur 297 types d'appareils différents, un authentique record en la matière.
Ivan Fiodorov travailla alors pour la revue Affaires internationales (Международная жизнь), puis à partir de 1956 pour le ministère des Affaires étrangères. De 1960 à 1963, il fut en poste à l'ambassade soviétique à Tunis, puis il revint travailler au ministère à Moscou jusqu'en 1974. 
Il est décédé le 12 février 2011 à Moscou, peu avant son 97e anniversaire. Il est enterré au cimetière du village d'Alabino Naro, dans le raïon de Fominsk (oblast de Moscou).
Un documentaire du cinéaste russe Mikhaïl Maslennikov lui fut consacré en 2007.

## Palmarès et décorations

### Tableau de chasse
Selon les historiens Tomas Polak et Christopher Shores, son palmarès serait incomplet et se limiterait à ses succès obtenus en Espagne, le chiffre de ses victoires de 1941-1945 ne pouvant être précisé.
Pour les historiens soviétiques contemporains il aurait obtenu 17 victoires homologuées au cours de 120 missions et 20 combats aériens, de 1942 à 1945.
L'encyclopédie russe Aircraft and Astronautics (édition de 1994), le crédite du total suivant, pour les deux guerres, de 96 victoires homologuées, dont 49 individuelles et 47 en coopération, succès aériens auxquels il faudrait ajouter 30 avions supplémentaires détruits au sol. Et ce sont ces chiffres qui sont, pour le moment, retenus.
Enfin, il est à noter, que l'intéressé lui-même, Ivan Fiodorov, a revendiqué le total de 135 victoires homologuées et plusieurs dizaines (40 à 50) avions ennemis détruits au sol.
Quoi qu'il en soit, il pourrait être le plus grand as soviétique en termes de victoires aériennes.

### Décorations
- Héros de l'Union soviétique le 5 mars 1948 (médaille no 8303) ;
- Ordre de l'Honneur (Russie)
- Ordre de Lénine (no 68028) ;
- Quatre fois l'ordre du Drapeau rouge ;
- Ordre d'Alexandre Nevski ;
- Quatre fois l'ordre de la Guerre patriotique de 1re classe et une fois de celui de 2e classe ;
- Deux fois l'ordre de l'Étoile rouge

- médaille pour la Défense de Léningrad
- médaille pour la Défense de Moscou